# Bichoul Israël
Bichoul Israël est un terme hébreu (בִּישׁוּל יִשְׂרָאֵל) désignant une loi de la cacherout, code alimentaire du judaïsme. Il s'agit d'une règle qui interdit l'ingestion de certaines nourritures si elles ont été uniquement préparées par des non-juifs. Le  terme bichoul Israël c'est-à-dire littéralement « cuisine d'Israël» (Israël étant ici à prendre dans le sens de peuple juif sans rapport avec l'État moderne d'Israël) est opposé à celui de bichoul akoum, « cuisine d'un non-juif » que la règle interdit.

## Notions
Cette loi fait partie d'un ensemble de décrets (takkanot) pris par les rabbins à l'époque talmudique afin de limiter le risque de mariages mixtes. Le but de cette règle est explicitement de limiter la socialisation avec les non-juifs.
L'interdiction s'applique seulement si la nourriture est préparée exclusivement par des non-juifs. Il suffit qu'un Juif prenne une part minimale à la préparation de la nourriture pour la rendre casher. Il y a différentes interprétations parmi les rabbins sur ce en quoi consiste ce minimum. Selon les décisionnaires séfarades il faut que le Juif allume le feu et pose le récipient dessus tandis que dans la tradition ashkénaze il suffit qu'il allume le feu ou même modifie légèrement la puissance d'un feu déjà allumé par un non-juif.
Le bichoul Israël n'est appliqué qu'aux mets qui selon le texte du Talmud seraient « présentables à la table d'un roi » (et ne pourraient être mangés crus). Les préparations qui ne pourraient être consommées lors d'un repas formel sont donc exemptées de cette règle et sont cachères même si elles avaient été cuisinées entièrement par des non-Juifs. Les commentateurs expliquent que les situations dans lesquelles l'on prend des repas formels sont plus propices aux rencontres menant aux mariages mixtes.
Dans les restaurants cashers dont bon nombre ont des employés non-juifs, le mashguiah (dont le rôle est de surveiller la préparation des plats) fait en sorte que le bichoul Israël soit respecté en s'acquittant de l'acte minimal nécessaire.